# El Norte de Gerona
El Norte —a partir de 1927 El Norte de Gerona— fue un periódico tradicionalista español editado entre 1910 y 1936 en la ciudad española de Gerona, durante el reinado de Alfonso XIII y la Segunda República.

## Historia
El periódico, fundado por Manuel Bonmatí de Cendra, apareció en enero de 1910 como órgano de la Comunión Tradicionalista en la provincia de Gerona, tomando el nombre que habían tenido otras cabeceras carlistas publicadas anteriormente en Gerona desde el Sexenio Revolucionario. Comenzó con frecuencia diaria, a cuatro páginas de 55 por 39 cm con cinco columnas. En 1912 aumentó a 61 por 42 cm, a seis columnas.
Subtitulado «Diario Católico-Monárquico», en su primer número manifestaba su adhesión a las enseñanzas de la Iglesia y a «la bandera que tremola nuestro Caudillo Augusto Jaime III», afirmando que toda su obra habría de inspirarse siempre en un criterio marcadamente tradicionalista.

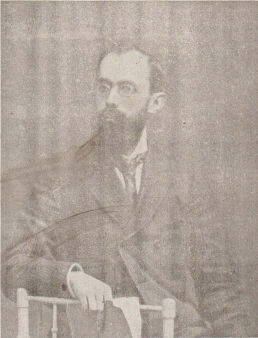
Joaquín Font Fargas, director del periódico entre 1911 y 1921.

Entre sus primeros colaboradores se contaron Juan Vázquez de Mella y el marqués de la Torre. Publicó una serie de artículos sobre el tema «Balmes, político». Hizo grandes campañas contra la sicalipsis, el juego y otras «inmoralidades». En agosto de 1913 fue agredido su director, Fernando Freixa. Debido a ello el comercio de Gerona cerró un día sus puertas en señal de protesta. Otro de sus colaboradores fue Carlos de Bolós y Vayreda.
Desde 1911 hasta 1921 dirigió el periódico la mayor parte del tiempo Joaquín Font y Fargas. Cuando se produjo la escisión en la Comunión Tradicionalista de 1919, El Norte siguió a Vázquez de Mella. En 1921 José María Vilahur Casellas se encargó de la dirección del periódico, que pasó a ser semanario en abril de 1923, publicándose los sábados. Al proclamarse el directorio militar de Primo de Rivera, se adhirió a la Unión Patriótica. En 1927 cambió su nombre por El Norte de Gerona. Publicaba colaboraciones en catalán.
Con motivo de las elecciones municipales de 1931, El Norte de Gerona promovió en la ciudad la «candidatura católico-monárquica», compuesta por monárquicos tradicionalistas, mauristas y conservadores, que se proponía, según sus promotores, «defender los principios de Religión, Patria y Monarquía, frente a los
embates de las izquierdas revolucionarias».

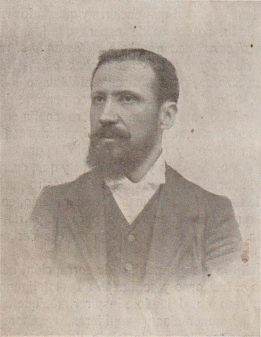
José María Vilahur, director del periódico a partir de 1921.

A partir de julio de 1931 el periódico fue titulado en ocasiones El Nord de Girona. Durante este periodo continuó defendiendo la monarquía tradicional y la soberanía de la Iglesia, si bien manteniendo la separación de la Iglesia y el Estado de acuerdo con la concepción tradicionalista. Además de oponerse al liberalismo, el periódico dio grandes muestras de españolismo —aunque no de centralismo—, así como de simpatías con el Ejército como fuerza defensiva de la patria. Los mismos redactores se declararon «reaccionarios», afirmando que España solo podría salvarse mediante una fuerte «reacción de catolicismo», y acusaron a Francesc Macià y sus colaboradores de constituir «un perfecto dechado de masonismo».
Nuevamente de frecuencia diaria, el periódico fue suspendido por el gobierno de la Segunda República en agosto de 1932, tras la sublevación de Sanjurjo. Su publicación fue autorizada de nuevo por el ministro de la gobernación a finales del mismo mes. En 1933 los representantes del periódico participaron en una peregrinación tradicionalista a Roma dirigida por Monseñor Lisbona.
En 1935 volvería a titularse simplemente El Norte. Era uno de los tres diarios imprimidos en esa ciudad antes de 1936, junto con El Autonomista y el Diario de Gerona (órganos de la Esquerra y la Lliga, respectivamente) y uno de los principales periódicos tradicionalistas de Cataluña. Cesó su publicación el 23 de junio de 1936. Tras el estallido de la Guerra Civil Española, sus talleres fueron confiscados por el Comité Antifascista primero y por el PSUC y la UGT después, que publicaron respectivamente Combat y Front.

## Directores
- José Ayats Surribas (1910-1911)
- Sebastián Sans y Bori
- Joaquín Font y Fargas (1912-1921)
- Fernando Freixa (1913)
- Pablo Sáenz de Barés (1920)
- José María Vilahur (1921-)